# Lisna (Pologne)
Pour les articles homonymes, voir Lisna.
Lisna est une localité polonaise de la gmina de Kowiesy, située dans le powiat de Skierniewice en voïvodie de Łódź.